# Greifenberg und Waltenhofener Hänge
Greifenberg und Waltenhofener Hänge sind ein 42,6 Hektar großes zur Gemeinde Pettendorf gehörendes Naturschutzgebiet südöstlich von Etterzhausen an der linken Talseite der Naab gelegen im Landkreis Regensburg, Bayern.
Das Naturschutzgebiet umfasst die naabseitigen Waldgebiete des Greifenbergs und die Waltenhofener Hänge, nimmt aber das ehemalige Abbauareal des Schotterwerkes Etterzhausen aus, das allerdings FFH- und europäisches Vogelschutzgebiet ist. Am 14. August 2002 beschloss das Verwaltungsgericht Regensburg, den 15 Hektar großen Dolomit-Steinbruch stillzulegen. Das südexponierte Naturschutzgebiet weist wärmeliebende Saum- und Waldgesellschaften mit einem hohen Anteil besonders wärmeliebender Pflanzen- und Tierarten auf.